# Widdumer Weiher

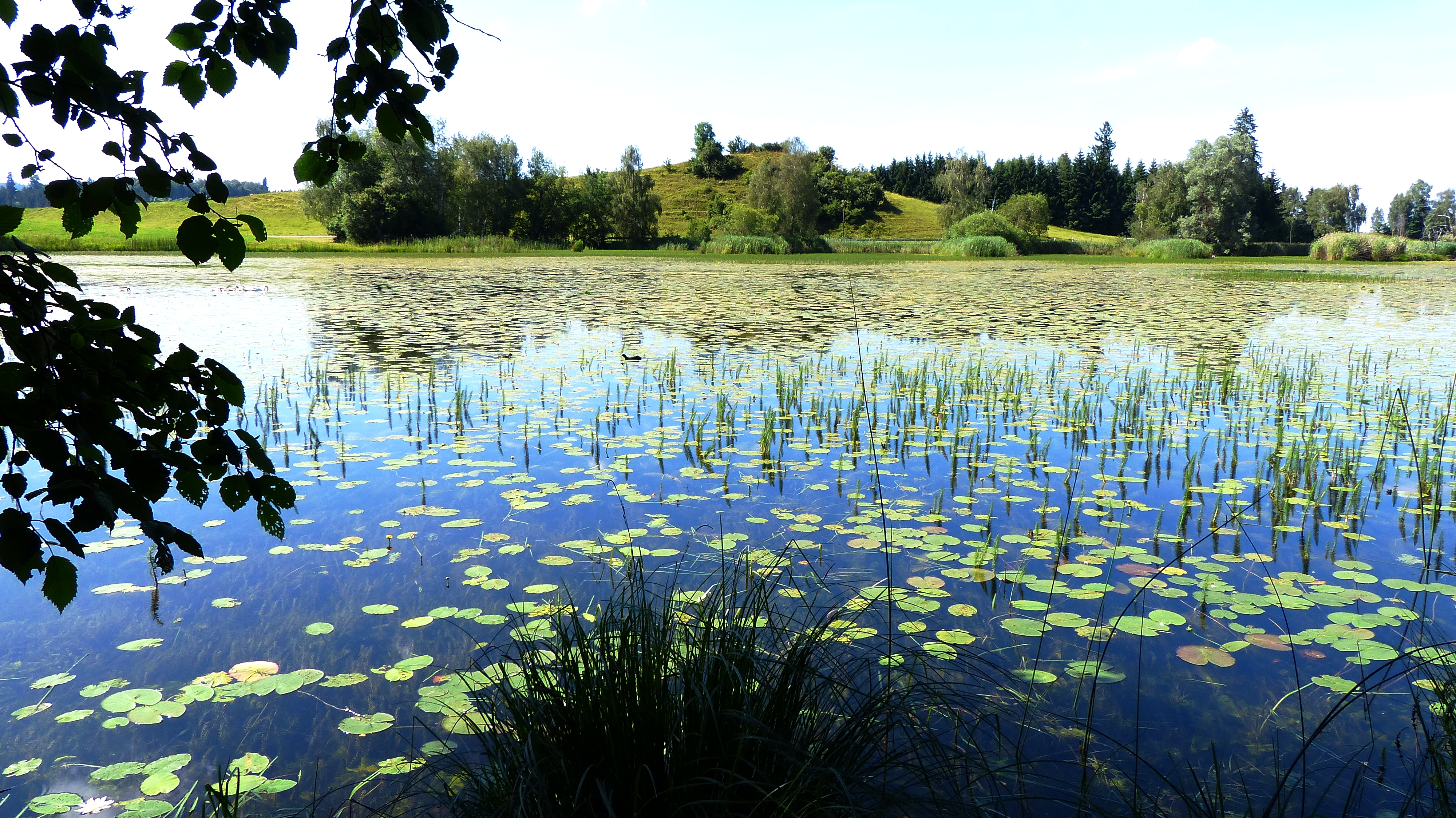
Naturschutzgebiet Widdumer Weiher (Juni 2014)

Das Naturschutzgebiet Widdumer Weiher liegt auf dem Gebiet der Gemeinde Waltenhofen und des Marktes Sulzberg (Oberallgäu) im schwäbischen Landkreis Oberallgäu.
Das Gebiet mit dem Widdumer Weiher erstreckt sich östlich von Widdum, einem Ortsteil von Waltenhofen, und westlich von Wolfarts, einem Gemeindeteil von Sulzberg. Westlich des Gebietes fließt die Iller und verläuft die B 19, östlich verläuft die Kreisstraße OA 3.

## Entstehung
Geologisch gesehen liegt das Gebiet im Bereich der Faltenmolasse, und der Illergletscher schürfte dort zwischen Molasserippen ein Becken aus. In der Spät- und Nacheiszeit bestand dort ein See, dessen Verlandung zur Moorbildung führte, wobei die Verzweigungen der Moorflächen zumindest teilweise die Umrisse der Molassestrukturen nachzeichnen. Der moderne Weiher wurde künstlich aufgestaut.

## Bedeutung
Das 30,0 ha große Gebiet mit der Kennung NSG-00539.01 steht seit dem Jahr 1998 unter Naturschutz. Es handelt sich um einen Feuchtkomplex, geprägt von einem eutrophen früheren Fischweiher mit ausgeprägter Schwimmblatt- und Verlandungsvegetation.